# Nashville 420 1975
Nashville 420 1975 var ett stockcarlopp ingående i Nascar Winston Cup Series (nuvarande Nascar Cup Series) som kördes 20 juli 1975 på den 0,596 mile (959,170 meter) långa ovalbanan Nashville Speedway i Nashville i Tennessee. Totalt avverkades 250.320 miles (402.851 km) fördelat på 420 varv. Banunderlaget var asfalt. Loppet vanns av Cale Yarborough i en Chevrolet på tiden 2:47.16 körande för Junior Johnson & Associates. Yarboroughs snitthastighet var 89,792 mph. Han var vid målgång ensam förare på ledarvarvet, ett varv före tvåan Richard Petty. Prispotten uppgick till 41 492 dollar, varav 7 735 dollar gick till segraren.

## Resultat
| Plc     | Nr | Förare            | Team/ bilägare              | Konstruktör | Start | Varv | Ledda varv |
| ------- | -- | ----------------- | --------------------------- | ----------- | ----- | ---- | ---------- |
| 1       | 11 | Cale Yarborough   | Junior Johnson & Associates | Chevrolet   | 3     | 420  | 385        |
| 2       | 43 | Richard Petty     | Petty Enterprises           | Dodge       | 4     | 419  | 0          |
| 3       | 71 | Dave Marcis       | K&K Insurance Racing        | Dodge       | 5     | 418  | 2          |
| 4       | 72 | Benny Parsons     | DeWitt Racing               | Chevrolet   | 1     | 412  | 0          |
| 5       | 24 | Cecil Gordon      | Gordon Racing               | Chevrolet   | 14    | 407  | 0          |
| 6       | 96 | Richard Childress | Garn Racing                 | Chevrolet   | 9     | 407  | 0          |
| 7       | 05 | David Sisco       | Sisco Racing                | Chevrolet   | 11    | 404  | 0          |
| 8       | 65 | Carl Adams        | Adams Racing                | Ford        | 20    | 403  | 0          |
| 9       | 70 | J.D. McDuffie     | McDuffie Racing             | Chevrolet   | 7     | 395  | 0          |
| 10      | 10 | Elmo Langley      | Champion Racing             | Ford]       | 16    | 393  | 0          |
| 11      | 48 | James Hylton      | Hylton Engineering          | Chevrolet   | 21    | 390  | 0          |
| 12      | 68 | Alton Jones       | Butch Hawkersmith           | Chevrolet   | 29    | 383  | 0          |
| 13      | 47 | Bruce Hill        | Hill Racing                 | Chevrolet   | 10    | 379  | 0          |
| 14      | 12 | Neil Bonnett      | Bobby Allison Motorsports   | Chevrolet   | 13    | 377  | 0          |
| 15      | 8  | Ed Negre          | Negre Racing                | Dodge       | 30    | 375  | 0          |
| 16      | 79 | Frank Warren      | Warren Racing               | Dodge       | 18    | 341  | 0          |
| 17      | 44 | Richard Brown     | Brown Racing                | Pontiac     | 27    | 334  | 0          |
| 18      | 30 | Walter Ballard    | Ballard Racing              | Chevrolet   | 8     | 238  | 15         |
| 19      | 37 | Bruce Jacobi      | Opal Voight                 | Chevrolet   | 25    | 227  | 0          |
| 20      | 40 | D.K. Ulrich       | Ulrich Racing               | Chevrolet   | 15    | 181  | 0          |
| 21      | 25 | Jabe Thomas       | Robertson Racing            | Chevrolet   | 22    | 132  | 0          |
| 22      | 45 | Baxter Price      | Price Racing                | Chevrolet   | 24    | 109  | 0          |
| 23      | 23 | Earl Brooks       | Robertson Racing            | Dodge       | 23    | 103  | 0          |
| 24      | 39 | Paul Dean Holt    | Holt Racing                 | Ford        | 26    | 86   | 0          |
| 25      | 67 | Buddy Arrington   | Arrington Racing            | Plymoth     | 19    | 41   | 0          |
| 26      | 14 | Coo Coo Marlin    | Cunningham-Kelley           | Chevrolet   | 6     | 30   | 0          |
| 27      | 41 | Grant Adcox       | Adcox-Kirby                 | Chevrolet   | 17    | 29   | 0          |
| 28      | 17 | Darrell Waltrip   | DarWal Inc.                 | Chevrolet   | 2     | 19   | 18         |
| 29      | 06 | Neil Castles      | Neil Castles                | Chevrolet   | 12    | 9    | 0          |
| 30      | 64 | Bill Champion     | Champion Racing             | Ford]       | 28    | 1    | 0          |
| Källor: |    |                   |                             |             |       |      |            |